# Claire Goose
Claire Goose (10 febbraio 1975) è un'attrice britannica di Edimburgo. Ha interpretato Tina Seabrook, un'infermiera in Casualty della BBC One, il DS Mel Silver in Waking the Dead, e l'ispettore Rachel Weston in The Bill di ITV. Ha anche narrato le ultime due serie di Road Wars per il canale satellitare digitale Sky 1 nel 2009 e nel 2010.
Nel 2015 ha ottenuto la parte del protagonista nella serie della BBC Birmingham The Coroner .

## Infanzia
Nata a Edimburgo, Goose è cresciuta a Dersingham, in Inghilterra, dove suo padre lavorava come medico generico . Ha una sorella maggiore, Caroline, un'infermiera neonatale, e un fratello maggiore, Duncan, che ha fondato l'azienda One Drinks. Goose è un ex allievo della Wisbech Grammar School e si è diplomato all'Accademia di Arti Teatrali Italia Conti .

## Vita privata
Negli anni '90 Goose ha frequentato il suo co-protagonista di Casualty, Jonathan Kerrigan . Nel 2007 sposa il produttore televisivo Craig Woodrow. con la quale ha due figlie, Amelia ed Eveline.

## Carriera
I primi ruoli teatrali includevano Addicted to Love e Hitting Home at the Man in the Moon Theatre. È anche apparsa nelle prime pubblicità per lo spray del corpo femminile Impulse.
È diventata famosa alla fine degli anni '90 come l'infermiera Tina Seabrook in Casualty . Dall'agosto 2008, ha interpretato l'ispettore Rachel Weston in The Bill di ITV.
Nel 2011 è apparsa nel dramma della BBC1 Exile con John Simm e nel 2015 è apparsa nella quarta serie di Death in Paradise .
Dal 2015 ha recitato come personaggio principale nel dramma diurno della BBC Birmingham The Coroner, ambientato nella città costiera immaginaria di Lighthaven nel South Devon . La serie ha funzionato per 20 episodi. La BBC ha annunciato il 2 marzo 2017 che non ci sarebbero state ulteriori stagioni.
Nel 2019, ha interpretato il ruolo principale di Thea in "The Girl Who Fell" di Sarah Rutherford per Trafalgar Studios.

## Premi
| Ente premiante                                  | Anno | Categoria           | Esito      | Ref.  |  |
| ----------------------------------------------- | ---- | ------------------- | ---------- | ----- |  |
| Royal Television Society (premi delle Midlands) | 2016 | Miglior recitazione | Vincitrice | [ 8 ] |  |

## Filmografia
| Anno      | Titolo               | Ruolo                     | Note                                |
| --------- | -------------------- | ------------------------- | ----------------------------------- |
| 1995      | The Bill             | Stacey Abbot              | Episode: "What the Eye Doesn't See" |
| 1996      | Eastenders           | Sally (Hairdresser)       | Episode: "#12.139"                  |
| 1997—2000 | Casualty             | Tina Seabrook             | 80 episodes                         |
| 1999      | Holby City           | Tina Seabrook             | Episode: "Kill or Cure"             |
| 2000—2004 | Waking the Dead      | DC/DS Amelia 'Mel' Silver | Series 1–4; 39 episodes             |
| 2001      | Slap Bang            | Herself                   |                                     |
| 2002      | Danny Loves Angela   | Angela                    | Film (short)                        |
| 2002      | Alone                | Alice                     | Film                                |
| 2003      | Friday Night In      | Jenny                     | Film (short)                        |
| 2003      | Gifted               | Maxine Norris             | TV film                             |
| 2004      | L'Assommoir          | Gervaise                  | BBC Radio 4                         |
| 2005      | The Afternoon Play   | Kate Dobie                | Episode: "The Good Citizen"         |
| 2005      | Secret Smile         | Kerry Cotton              | TV mini-series, 2 episodes          |
| 2005      | Perfect Day          | Amy                       | 3 episodes                          |
| 2006      | Love Lies Bleeding   | Zara Terry                | TV film                             |
| 2007      | About a Dog          | Sarah                     | BBC Radio 4                         |
| 2008      | Bad Day              | Rebecca Ryan              | Film                                |
| 2008      | Second Guest         | Suzy                      | Film (short)                        |
| 2008      | Barnet Shuffle       | Tina                      | Film (short)                        |
| 2008—2010 | The Bill             | Sgt./Insp. Rachel Weston  | 41 episodes                         |
| 2009—2010 | Road Wars            | Narrator                  | Series 7, Part II                   |
| 2011      | Hustle               | Kathleen                  | Episode: "The Delivery"             |
| 2011      | Exile                | Mandy                     | TV mini-series, 3 episodes          |
| 2012      | Mount Pleasant       | Kim                       | Series 2; 6 episodes                |
| 2012      | Candle to Water      | Mia                       | Film                                |
| 2013      | Pat &amp; Cabbage    | Clare                     | Episode: "#1.6"                     |
| 2013      | Miriam               | Female neighbour          | Film (short)                        |
| 2014      | Undeniable           | Jane Phillips             | TV mini-series, 2 episodes          |
| 2014      | New Tricks           | DCI Grace Mackie          | Episode: "Breadcrumbs"              |
| 2015      | Death in Paradise    | Katie Peters              | Episode: "Hidden Secrets"           |
| 2015      | The Rezort           | Valerie Wilton            | Film                                |
| 2015      | Unforgotten          | Ellie Greaves             | Series 1; 5 episodes                |
| 2015—2016 | The Coroner          | Jane Kennedy              | Series 1–2; 20 episodes             |
| 2018      | Stan Lee's Lucky Man | Rachel Reeve              | Series 3; 2 episodes                |
| 2018      | Dark Heart           | Phoebe Kyriacou           | 2 episodes                          |
| 2019      | Mash                 | Cathy                     | Film (short)                        |
| 2019      | Murdoch Mysteries    | Katherine Talbot          | Episode: "Troublemakers"            |